# Pedro Calvo
Pedro Luis Calvo Poch (Ponferrada, 24 de marzo de 1968) es un político español del Partido Popular.

## Biografía
Nació el 24 de marzo de 1968 en Ponferrada, provincia de León. Ejerció de presidente de Nuevas Generaciones del Partido Popular entre 1993 y 1997.
Fue diputado de la Asamblea de Madrid en la iii, iv y v legislaturas, ejerciendo de portavoz parlamentario popular en la v legislatura entre 1999 y 2000. También desempeñó el cargo de senador en las Cortes Generales por designación autonómica de la Asamblea de Madrid entre 1995 y 1999. Entre 2000 y 2003 desempeñó el cargo de consejero de Medio Ambiente del Gobierno de la Comunidad de Madrid, presidido por Alberto Ruiz-Gallardón.
De la mano de Ruiz-Gallardón, del que fue considerado uno de sus «delfines», entró en el Ayuntamiento de Madrid, resultando elegido concejal, y ejerciendo las responsabilidades de Seguridad y Movilidad y de Economía en los gobiernos municipales de Gallardón y de Ana Botella. También llegó a ser portavoz del grupo municipal del Partido Popular en el Ayuntamiento de Madrid con Ana Botella. Pedro Calvo, que desempeñó la presidencia de la empresa municipal Madrid Espacios y Congresos, dimitió de sus cargos políticos en el Ayuntamiento en noviembre de 2012, después de ser imputado en el caso «Madrid Arena», aunque mantuvo el acta de concejal.